# ژنکلاوا
ژنکلاوا (به لاتین: Ženklava) یک منطقهٔ مسکونی در جمهوری چک است که در شهرستان نووی ییچین واقع شده‌است. ژنکلاوا ۱۰٫۶۷ کیلومتر مربع مساحت و ۱٬۰۲۴ نفر جمعیت دارد و ۳۲۵ متر بالاتر از سطح دریا واقع شده‌است.